# (74040) 1998 HU83
(74040) 1998 HU83 – planetoida z pasa głównego asteroid okrążająca Słońce w ciągu 3,73 lat w średniej odległości 2,4 j.a. Odkryta 21 kwietnia 1998 roku.